# Pieter van Ruijven
Pieter Claesz. van Ruijven (Delft, 1624-ibidem, 7 de agosto de 1674) fue mecenas de Johannes Vermeer durante la mayor parte su carrera.
Van Ruijven era hijo de un cervecero y remonstrante. Se casó en 1653 con Maria de Knuijt. Ambos tuvieron en 1655 una hija llamada Magdalena. Al igual que su padre, trabajó para la institución de la ciudad, en Camer van Charitate (1668-1672). En 1657 le prestó 200 florines a Vermeer.
En 1680 su hija Magdalena van Ruijven se casó con Jacob Abrahamsz Dissius, un encuadernador. Su padre era dueño de una imprenta en la plaza del mercado, cerca de donde vivía Maria Thins.
A su muerte, Magdalena tenía 20 obras de Vermeer en su propiedad, heredadas de su padre.
Magdalena van Ruijven murió en 1682, un año después que su madre. Su cónyuge heredó la mayor parte de su riqueza, incluyendo las 20 obras de Vermeer. En 1683, las propiedades se dividieron entre Dissius y su padre. En 1694 murió Abraham Dissius, y su hijo Jacob un año después.
El 16 de mayo de 1696, se subastaron en Ámsterdam 21 obras de Vermeer. Las obras se vendieron por un total de 1503 florines, unos setenta florines cada una. Se presume que las obras habían pertenecido a Van Ruijvens, que había creado una gran colección de obras de Vermeer, tres de Emanuel de Witte, cuatro de Simon de Vlieger y una de Jan Porcellis.
En 2003 es interpretado por Tom Wilkinson en la película Girl with a Pearl Earring, basada en el libro homónimo y donde se lo representa en ambas obras como un libertino depredador, aunque no hay absolutamente ninguna evidencia de ello.